# Remigius Machura
Remigius Machura (né le 3 juillet 1960 à Rychnov nad Kněžnou) est un athlète tchèque spécialiste du lancer du poids. 

## Carrière
Il détient le record national pendant 30 ans, de 1987 à 2017 avec un jet à 21,93 m. Il sera battu par Tomáš Staněk avec 22,01 m.

## Palmarès
| Date | Compétition                    | Lieu     | Résultat | Marque  |
| ---- | ------------------------------ | -------- | -------- | ------- |
| 1982 | Championnats d'Europe en salle | Milan    | 3e       |         |
| 1982 | Championnats d'Europe          | Athènes  | 3e       | 20,59 m |
| 1983 | Championnats du monde          | Helsinki | 3e       | 20,98 m |
| 1985 | Championnats du monde en salle | Paris    | 1er      |         |
| 1985 | Championnats d'Europe en salle | Athènes  | 1er      |         |
| 1987 | Championnats du monde          | Rome     | 4e       | 21,39 m |
| 1988 | Championnats d'Europe en salle | Budapest | 1er      |         |
| 1988 | Jeux olympiques                | Séoul    | 5e       | 20,57 m |

## Records
- Plein air : 21,93 m (1987)
- Salle : 21,79 m (1985)